# Just the Beginning
Just the Beginning è il primo album in studio della cantautrice statunitense Grace VanderWaal, pubblicato il 3 novembre 2017. Il disco, inciso dall'artista all'età di 13 anni, è uscito per Columbia Records e Syco.

## Tracce
1. Moonlight – 2:52 (Grace VanderWaal, Ido Zmishlany)
2. Sick of Being Told – 3:50 (VanderWaal, Jeremy Dussolliet, Tim Sommers)
3. Burned – 3:11 (VanderWaal, Sean Douglas)
4. Just a Crush – 3:14 (VanderWaal)
5. So Much More Than This – 2:53 (VanderWaal, Derek Fuhrmann, Gregg Wattenberg)
6. Escape My Mind – 3:16 (VanderWaal, Wattenberg, Mike Adubato)
7. Talk Good – 3:01 (VanderWaal, Zmishlany, Olivia VanderWaal)
8. Florets – 3:45 (VanderWaal, Zmishlany)
9. Insane Sometimes – 3:30 (VanderWaal, Dan Henig)
10. A Better Life – 4:04 (VanderWaal)
11. City Song – 3:21 (VanderWaal, Wattenberg, Adubato)
12. Darkness Keeps Chasing Me – 4:42 (VanderWaal, Micah Premnath)